# Jan Manker
Jan Torbjörn Manker, född 25 juli 1941 i Oscars församling i Stockholm, är en svensk målare och grafiker.
Han är son till Ernst Manker och Lill Jansson. Manker studerade vid Stockholms universitet 1960-1964 och vid Kungliga Konsthögskolan i Stockholm 1964-1969. Han var anställd som lärare vid Konstfackskolan i Stockholm 1968-1977. Separat har han ställt ut ett 30-tal gånger, han debuterade på Galleri Två Fönster i Stockholm 1964 och har därefter ställt ut på bland annat Krognoshuset, Örebro länsmuseum, Borås konstmuseum, Konstfrämjandet, Arvika Konsthall, Kalmar konstmuseum och Silvermuseet i Arjeplog. Han har medverkat med sin konst i cirka 250 samlingsutställningar på ett stort antal platser i Sverige samt Danmark, Finland, Frankrike, Tyskland, England, Italien, Belgien, Tjeckoslovakien, Polen och Hongkong. Bland hans offentliga arbeten märks Järnhanden-Dockor-Folkan i Stockholms tunnelbana, Södertälje sjukhus, Åsö gymnasium, Hallundaskolan i Botkyrka, Karolinska sjukhuset och tillsammans med Lenny Clarhäll utförde han målningen Amazonas på Helenelundsskolan i Södertälje. Vid sidan av sitt eget skapande var han en av de drivande krafterna bakom Grafikens Hus och intendent för Sveriges allmänna konstförening 1995-1999. Manker är representerad vid Moderna museet, Grafikens hus, Norrköpings konstmuseum, Göteborgs konstmuseum, Länsmuseet Gävleborg, Borås konstmuseum, Malmö museum, Örebro läns museum, Kalmar konstmuseum, Helsingborgs museum, Västerås konstmuseum, Hallands konstmuseum och Centre de la gravure i La Louviere, Belgien.